# Quetrequén
Quetrequén es una localidad ubicada en la provincia de La Pampa, República Argentina, en el sector noroeste del departamento Rancul.

## Toponimia
El nombre proviene del araucano: Quetrequén o quetre threquén que traducido significa: pozo hondo, bajada u hondada solitaria. Dicho nombre se relaciona con una laguna ubicada en el Noroeste de la localidad (hoy estancia La Porteña, en el límite con el departamento General Roca, Córdoba).

## Ubicación
La línea del ferrocarril Sarmiento y la ruta Nacional 188, en el km 503, lo surcan con dirección este - oeste.
Su ejido es uno de los más pequeños de la provincia, y limita con los de Maisonnave por el este, Parera al sur, Rancul por el oeste, y el de Villa Huidobro (en la vecina provincia de Córdoba) por el Norte. Se encuentra a 200 km de la capital provincial.
Su posición absoluta es de 35°4′ de latitud sur y 65°32′ longitud oeste.
Se encuentra 5 km al Sur del límite con la Provincia de Córdoba, a 55 km al oeste está el límite con la provincia de San Luis, Quetrequén está a 105 km al oeste del límite con La provincia de Buenos Aires.

## Población
Contó con 392 habitantes (Indec, 2010), lo que representó un incremento del 10 % frente a los 355 habitantes (Indec, 2001) del censo anterior.
El censo nacional 2022 arrojó 528 habitantes y 223 viviendas. Esto la situó como la segunda comisión de fomento más poblada de la provincia.
| Gráfica de evolución demográfica de Quetrequén entre 1991 y 2022 |
|                                                                  |
| Fuente: Censos nacionales del INDEC                              |

## Escudo de Quetrequén
Fue puesto en vigencia el 6 de diciembre de 1991; está dividido en dos campos. En el superior, el color celeste representa el cielo pampeano y se destaca la figura de una lanza y un mortero, elementos característicos de la cultura indígena que dominó la zona.
La línea curva que divide ambos campos, representa la hondonada con agua que los ranqueles llamaron Quetrequén; el color verde del campo recuerda la llanura pampeana. En la base del escudo, el sol naciente simboliza la fuente de la vida; la espiga de trigo, la producción agropecuaria. La cinta celeste y blanca que bordea el contorno, incluye la fecha de fundación en el extremo superior a la izquierda, el nombre de la localidad y su significado, en el otro lateral.
El escudo fue elegido por concurso, ganado por el señor Clemente Martino, quien usó para la ocasión el seudónimo "Benito", en alusión a Quinquela Martín.

## Instituciones de la localidad

### Escuela N°42 "Haidée Solozábal de Stumpo"
La Escuela N°42 fue fundada por el honorable Consejo de Educación, Resolución del 18/02/09 - Expediente 1447. Comienza a funcionar en una casa propiedad de fundador, en la Manzana 16, edificio luego demolido. Contaba con dos salones de 6x8 metros, a los cuales se le anexa en 1912, un salón de iguales medidas. Funcionó allí hasta 1992.
A partir del proyecto Historia de Pueblos 2001, por Decreto N°1717, con fecha 11 de octubre de 2002, se impuso a la Escuela N°42, el nombre de la exalumna, maestra y Directora Sra. Haidée Solozábal de Stumpo, en una idea avalada y firmada por la comunidad educativa, autoridades, padres, alumnos y docentes dada la trayectoria docente de la Sra. Nenuca.
El 1 de noviembre de 1990, la escuela pasa a 2.ª Categoría. Con la implementación de la Ley Federal de Educación funciona con Nivel Inicial, Sala de 5 años; EGB 1 (1.º, 2.º y 3.er año) - EGB 2 (4.º y 5.º año) y Tercer Ciclo Ruralizado (7.º 8.º y 9.º año - EGB 3). El edificio cuenta con refacciones internas, conservando su arquitectura original en su exterior, con una superficie cubierta de 580 metros distribuidos de la siguiente manera:
Dirección: 20 metros - tres aulas de 48 metros - un aula de 32 metros, una galería de 88 metros - una galería de 46 metros - Sala Nivel Inicial 40 metros. En el año 2003 se construyó una Rampa de acceso para personas con dificultades físicas, en la puerta derecha del frente de la escuela.
El jardín de infantes funcionó en una de las aulas desde el 11/11/85 hasta el 01/12/00, cuando se inaugura la nueva salita.

### Escuela Nacional N°321
Creada por Resolución del 217/01/1954, Expediente 14186/53, empezó a funcionar el 1 de abril de 1954, bajo la dirección del señor Carlos Bauer, titular de la Escuela N°42; el 4 de mayo se hace cargo de la dirección la señorita Gladys Saumech con una inscripción de 21 alumnos (13 varones y 8 mujeres).
Desde los comienzos del ´60 se hace cargo de la Escuela como Director Titular el maestro Juan de Dios García, quien ejerció allí, salvo breves períodos (en uno de ellos ejerció la Sra. Imelda Cotta Ramusino) hasta el cierre del establecimiento motivado por la baja inscripción y llevada a cabo por las autoridades provinciales en su plan por la reestructuración de las escuelas rurales. Los bienes patrimoniales fueron entregados bajo inventario a la Escuela N°31 y a la Municipalidad de Rancul.

## Salud Pública
De los primeros años se desconoce la atención médica que disponía la población; que debía llamar al médico de Parera, teniendo en cuenta las dificultades que existían para llegar, sin caminos y sin medios, motivo por el cual la gente recurría a las curanderas.
Desde 1924 el médico fue el doctor Norberto Pato Pedreira, quien vivía en la esquina donde funcionó "la escuela vieja" hoy San Martín y Jaime Soler; y atendía en la casa que fue de la familia Azcárate. El farmacéutico era Andrés López, que falleció en 1927, y su farmacia funcionaba cerca de la escuela vieja; a este lo sucede Atilio Vittullo, que durante 6 años se instaló en el mismo lugar, trasladándose luego a la calle España.
Los años siguientes la atención procedió de Parera, a cargo del doctor Raffo del Campo; en marzo de 1945, y por iniciativa de la Gobernación de La Pampa, se creó la Asociación Cruz Roja, con una Comisión Directiva y un cuerpo de Samaritanas a cargo de la señora Perla de Arata; el presidente de la Comisión de Asistencia Social era Juan Carlos Arata y el secretario Augusto Moñux.
En 1956 se pasó a depender del Hospital de Rancul, y la enfermera que atendió durante esos años en forma domiciliaria fue doña Juana Agüero,a la que le sucedió Cecilia Domínguez de Vota. La sala de primeros auxilios funcionaba cerca de la actual Estafeta Postal hasta 1974 que se inauguró el nuevo edificio y se designó enfermera a la señora Cecilia de Vota, quien estuvo en el cargo hasta febrero de 2004, cuando se jubiló.

## Iglesia
El 15 de octubre de 1910 se inaugura la iglesia, en el día de Santa Teresa de Ávila, en honor a un familiar de Don Salvador Busso,tal como se ha oído entre la gente; "por pertenecer estas tierras a la colonia homónima" dice el padre Valla, en su libro La Iglesia en La Pampa.
Muchas veces han oído los pobladores de Quetrequén, decir a la gente del pueblo que la Iglesia en franciscana y una de las primeras en La Pampa. Solían venir curas de Río Cuarto; los 15 de octubre se contaba con la visita del Obispo; venían a casarse de distintos lugares, hasta de Huinca Renancó, porque era la única iglesia de la zona.
Los antiguos pobladores recuerdan siempre aquellas misas diarias a las que concurría todo el pueblo; los chicos de los pueblo vecinos: Rancul, Parera, Simpson y Realicó eran bautizados aquí en tanto estas localidades levantaran sus templos.
El día de la inauguración vinieron sacerdotes de Lincoln y General Villegas. Esta fecha la recordarán con cariño los habitantes de Quetrequén y sus colonias, porque fueron centenares las personas que se acercaron a os sacramentes. El señor Busso es digno de reconocimiento no sólo donó el terreno y el templo sino las existencias y los gastos originados para la misión.
En el año 1924 se quema a iglesia. Fue tan fuerte le fuego que se desplomó el techo, sólo quedaron en pie la torre y la casa parroquial. La capilla reconstruida fue bendecida por el padre Mallol. Según datos obtenidos de los libros del padre Valla, Don Salvador Busso se hizo cargo de los gastos de la reconstrucción; Didí Arata expresa que su padre, Don Carlos Arata y un Sr. Tuninetti, formaron una comisión para juntar fondos.

## Biblioteca Popular "Bernardino Rivadavia"
Por iniciativa de la entonces directora de la Escuela N°42, señorita Rosario Fernández Ponce de León y con el auspicio de la Cooperadora Escolar, el día 27 de junio de 1915, quedó constituida la biblioteca escolar y popular Bernardino Rivadavia.
En 1922 una nueva comisión directiva la separó de la escuela "desprestigiándola, debilitándola moralmente, destinando sus fondos a asuntos ajenos a sus fines", según Libro Histórico de la Escuela N°42.
En 1929, la municipalidad local, comunica a la dirección de la escuela que desde 1926 la biblioteca tiene en su poder 600 volúmenes en tela y 150 en rústicos; 9 años más tarde el comisionado propuso que establecimiento educacional se hiciera cargo de la misma. El ofrecimiento fue aceptado con la expresa condición escrita de que fuera donado a la parte ofrecedora, se hizo entrega en el año 1931.
En 1993, la CONABIP (Comisión Nacional Protectora de Bibliotecas Populares) comunica que para que la biblioteca local pueda seguir recibiendo libros, debía contar con personería jurídica y local propia; fue así que un grupo de vecinos se movilizó para seguir funcionando y prestando servicio a la comunidad.
En 2001 pasa de ser biblioteca escolar y popular a biblioteca popular Bernardino Rivadavia. Cuenta con más de 5000 ejemplares, servicio de Internet (el primero en la localidad), correo electrónico y fotocopiadora.